# 歌仔
歌仔，是中國閩南和潮汕、台灣及各海外泉漳話、潮汕話通行地對民歌、小曲的通稱。
該詞在中國廈門、漳州和泉州，臺灣，以及海外的發音為kua a，中國潮汕音kua kia，聲調相同，意思都是歌、小歌。
中華人民共和國成立后，1953年將閩南的歌仔（什錦歌）定名為錦歌，2006年5月20日，中國閩南錦歌被該國國務院文化部列進第1批國家級非物質文化遺產。
潮汕、臺灣和海外的歌仔唸謠是直接用口吟誦，或敲擊梆子（臺語稱叩仔）定節奏。

## 歌仔簿（歌仔冊）

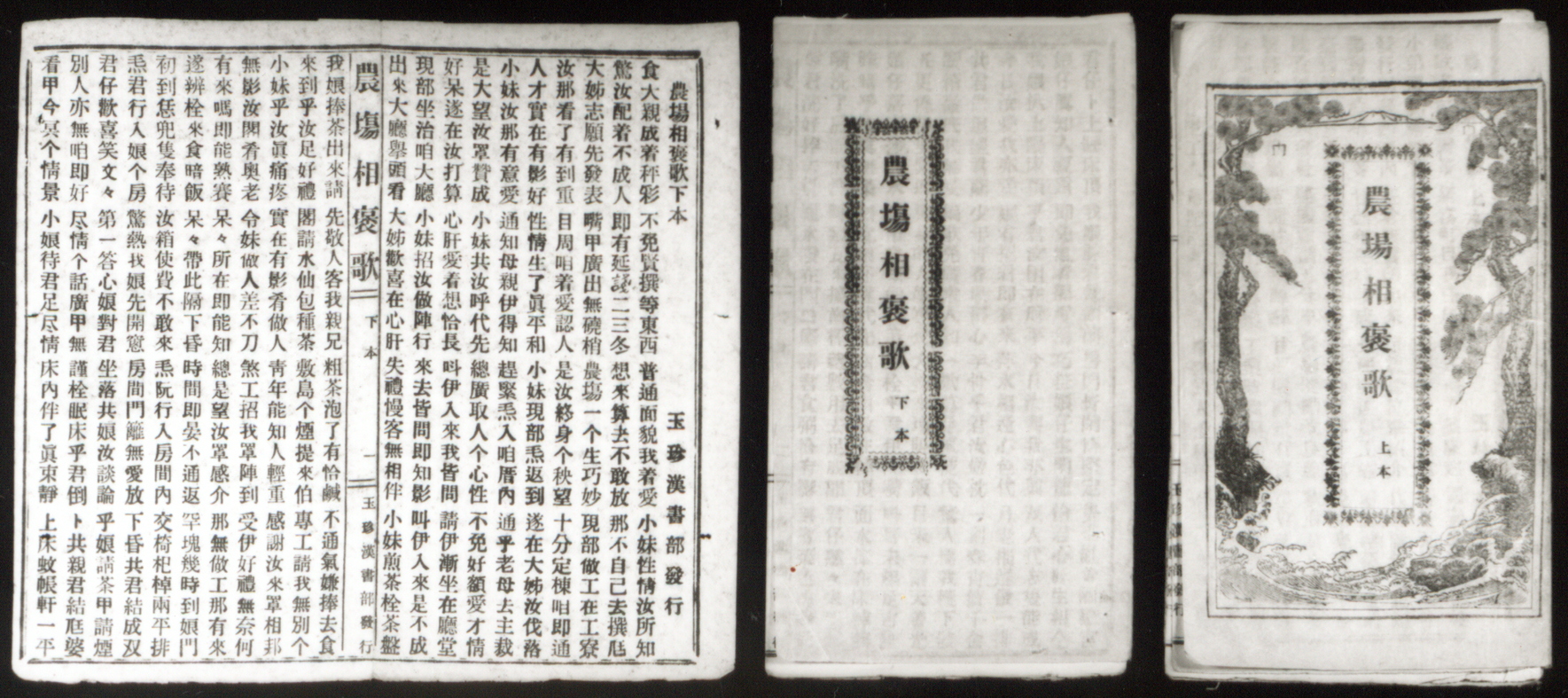
歌仔冊

古代閩南、台灣民間流行1種木刻版印刷的故事性歌仔唱本，叫做歌仔簿或歌仔冊，收錄7字1句，4句1段的歌詞（叫做句豆，就是句子的意思）。

## 臺灣歌仔

### 唸歌仔
臺語稱呼臺灣歌仔的歌謠演唱（常帶有故事性）這種曲藝形式做歌仔曲、唸歌仔或歌仔、唸歌，歌手常常是自彈或自拉自唱，通常用臺灣月琴、大廣弦伴奏，也有用秦琴、南管琵琶（南琶）、臺灣三弦或西洋（電）吉他自彈自唱或伴奏。
字面常寫「臺灣說唱音樂」或「臺灣說唱」。

#### 名家
- 汪思明（月琴、三弦、大廣弦自彈、自拉自唱及伴奏，原名汪乞食，台北大稻埕人，溫紅塗、陳玉安師兄，呂柳先的老師，學生很多，歿）
- 溫紅塗（月琴、三弦、大廣弦自彈、自拉自唱及伴奏，又名溫紅土，汪思明師弟，陳玉安師兄，有說是台南人，歿，學生很多）
- 陳玉安（又名陳加走，月琴、三弦、大廣弦自彈、自拉自唱及伴奏，汪思明、溫紅塗師弟，台北州新莊郡出身，人叫加走、加走先，學生很多）
- 李申長（月琴、大廣弦自彈、自拉自唱）
- 阿樓（原名阿滿，阿樓是藝名，月琴自彈自唱和伴奏，曾教過楊秀卿，歿）
- 陳石春（大廣弦自拉自唱和伴奏，歿）
- 呂柳先（月琴、大廣弦自彈、自拉自唱，藝宗汪思明，原名呂石柳，呂柳先、柳先是人給他的稱號，常被寫呂柳仙，台北縣今新北市人，歿）
- 邱鳳英（原名邱查某，邱鳳英是錄製唱片的藝名，月琴自彈自唱，黃茂貴、陳清雲、楊秀卿的老師，歿）
- 黃茂貴（大廣弦自拉自唱及大廣弦、洞簫伴奏，邱查某的學生，歿）
- 陳清雲（月琴自彈自唱，邱查某的學生）
- 楊秀卿（月琴自彈自唱，藝承邱查某和養母蕭陳阿現、養姊蕭金鳳，也曾向阿樓問藝，楊再興的妻，台北縣今新北市人）
- 楊再興 (歌仔戲)（大廣弦伴奏，楊秀卿的夫婿，台北縣今新北市人，歿）
- 陳冠華（原名陳水柳，月琴自彈自唱、大廣弦和月琴等多種民樂伴奏，也能彈吉他，台北萬華人，歿）
- 吳天羅（月琴自彈自唱、大廣弦伴奏，雲林土庫人，歿）
- 歐雲龍（演唱，台北縣今新北市人，歿）
- 黃秋田（演唱，台南人，歿）
- 魏世明（演唱）
- 蔡添登（月琴、大廣弦自彈、自拉自唱，台南人，歿）
- 李仙化（南管琵琶自彈自唱和多種民樂伴奏，台南人）
- 李新發（月琴、大廣弦自彈自唱、自拉自唱和大廣弦、月琴等多種民樂伴奏，王玉川、陳美珠、陳寶貴的老師，歿）
- 王玉川（月琴、大廣弦自彈自唱、自拉自唱和大廣弦、月琴等多種民樂伴奏，也能彈吉他，陳美珠、陳寶貴師兄，師承李新發，新竹人，歿）
- 陳美珠（電吉他自彈自唱及伴奏，也能月琴彈唱，王玉川師妹，師承李新發和人叫直仔先的吳丁山，台北縣今新北市人，父親陳軟是精通各種樂器的日治台灣出名的戲曲樂師）
- 陳玉寺（秦琴自彈自唱，也能月琴彈唱，台南歸仁人）。
- 陳寶貴（演唱，王玉川師妹，台北縣今新北市人，師承李新發）。
- 周定邦（月琴自彈自唱、創作，台南縣將軍鄉青鯤鯓人，師承朱丁順，吳天羅）。

常用曲調有台北哭（三空仔；賣藥仔哭；滾仔哭；滾仔；賣藥仔；台北；江湖調；賣藥仔調）、雜唸仔（雜嘴仔；雜碎仔）、倍思仔、大調仔、七字仔、改良雜碎仔（新雜碎仔；雜碎仔；雜碎調；華南雜；華南雜調，台灣叫都馬調；都馬，溫紅塗的學生邵江海發明）、陰調、吟詩調和許多歌仔戲的其他曲調（大哭調、小哭調等）。
月琴張掛2條弦，定純4度，只有台灣恆春的《四季春》等特定曲調定純5度。
有時會加上洞簫、殼仔弦、揚琴、梆子、北鼓（班鼓；板鼓；單皮鼓；單皮）、民樂二胡、喇叭弦、電吉他、電貝斯、木吉他等樂器。
大管弦、殼仔弦、民樂二胡和台灣特有的喇叭弦等各種胡琴類樂器，定弦都是純5度。

### 恆春
台灣屏東縣恆春鎮一帶，有極具特色的當地民謠，使用《思想起》、《牛尾絆》、《五孔小調》、《四季春》、《平埔調》等曲調自彈自唱，有時加上大管弦、殼仔弦、民樂二胡等伴奏。
名家有陳達（歿）、張新傳（歿）、張文傑（歿）、朱丁順（歿）、吳登榮等。

### 殊勳
楊秀卿得到台灣教育部民族藝術薪傳獎和國家文藝獎，被台灣行政院文化建設委員會（現文化部）指定為「重要傳統藝術說唱類保存者」，她的學生是王振義 (音樂家)和月琴彈唱洪瑞珍(殁)、月琴彈唱鄭美、月琴彈唱丁秀津、大廣弦自拉自唱儲見智、月琴彈唱林恬安等。
王玉川（歿）被台灣新北市政府登錄為傳統藝術說唱保存者。

## 福建廈門說唱
福建廈門的歌仔奏唱（現名歌仔說唱）是溫紅塗從日本統治下的臺灣傳過去的，每個最主要的月琴彈唱、大廣弦奏唱傳人都是溫先生的學生。
中華人民共和國成立後，林賜福發明了「荷葉唱」這種拿荷葉型打擊樂器演唱的新型說唱。

### 月琴彈唱
- 邵江海、紀芋如（2人都是台灣溫紅塗的學生，均歿）

### 大廣弦說唱
- 盧培森、邵江海（2人都是台灣溫紅塗的學生，均歿，盧和卲2人都能以多種民樂器伴奏歌仔戲，也常純演唱）

### 荷葉說唱
- 林賜福、林惠珍